# Giorgio Olivieri
Giorgio Olivieri (Fermo, 5 novembre 2000) è un martellista italiano, medaglia di bronzo agli Europei under 20 di Borås 2019.
È l'attuale primatista nazionale under 18 e under 20 del lancio del martello.

## Biografia
Figlio dell'ex giavellottista Luigi Olivieri, ha iniziato a praticare l'atletica leggera nel 2009 presso l'Atletica Sangiorgiese, società di stanza a Porto San Giorgio, in provincia di Fermo, per poi passare nel 2016 al Team Atletica Marche.
Nel 2017 ha realizzato il primato italiano under 18 del martello da 5 kg con la misura di 77,53 m, mentre nel 2019 ha stabilito i record italiani under 20 con gli attrezzi da 6 kg e 7,26 kg, rispettivamente con 79,23 m e 72,03 m, misura quest'ultima che lo ha classificato terzo ai campionati italiani assoluti di Bressanone alle spalle di Marco Lingua e Simone Falloni.
Ha esordito in una competizione internazionale in occasione dei Mondiali under 20 di Tampere 2018, non riuscendo tuttavia ad accedere alla finale, mentre l'anno successivo ha conquistato la medaglia di bronzo agli Europei under 20 di Borås 2019 con un lancio di 78,75 m.
Nel 2020 è entrato a far parte del Centro Sportivo Carabinieri. L'anno seguente ha gareggiato agli Europei under 23 di Tallinn 2021, piazzandosi quinto con la misura di 71,95 m.
Nel 2025 ha vinto la medaglia di bronzo ai Giochi mondiali universitari con la misura di 73,78 m. Nello stesso anno ha conquistato il suo primo titolo italiano assoluto a Caorle con la misura di 74,12 m.

## Record nazionali
Juniores (under 20)
- Lancio del martello: 72,03 m ( Bressanone, 28 luglio 2019)
- Lancio del martello (6 kg): 79,23 m ( Rieti, 8 giugno 2019)

Allievi (under 18)
- Lancio del martello (5 kg): 77,53 m ( San Benedetto del Tronto, 1º ottobre 2017)

## Progressione

### Lancio del martello
| Stagione | Misura  | Luogo           | Data      | Rank. Mond. |
| -------- | ------- | --------------- | --------- | ----------- |
| 2025     | 74,12 m | Caorle          | 2-8-2025  |             |
| 2024     | 71,01 m | Limassol        | 17-5-2024 |             |
| 2023     | 73,03 m | Rieti           | 25-2-2023 |             |
| 2022     | 74,39 m | Mariano Comense | 27-2-2022 |             |
| 2021     | 74,22 m | Rovereto        | 27-6-2021 |             |
| 2020     | 72,65 m | Imola           | 16-7-2020 |             |
| 2019     | 72,03 m | Bressanone      | 28-7-2019 |             |
| 2018     | 65,67 m | Pescara         | 9-9-2018  |             |

## Palmarès
| Anno | Manifestazione               | Sede      | Evento              | Risultato | Prestazione | Note                                     |
| ---- | ---------------------------- | --------- | ------------------- | --------- | ----------- | ---------------------------------------- |
| 2016 | Europei U18                  | Tblisi    | Lancio del martello | 15º (q)   | 65,95 m     | 5 kg                                     |
| 2017 | Europei U20                  | Grosseto  | Lancio del martello | nm (q)    | nm (q)      | 6 kg                                     |
| 2018 | Mondiali U20                 | Tampere   | Lancio del martello | 16º (q)   | 67,29 m     | 6 kg                                     |
| 2019 | Europei U20                  | Borås     | Lancio del martello | Bronzo    | 78,75 m     | 6 kg                                     |
| 2021 | Europei U23                  | Tallinn   | Lancio del martello | 5º        | 71,95 m     |                                          |
| 2022 | Giochi del Mediterraneo      | Orano     | Lancio del martello | Bronzo    | 72,18 m     |                                          |
| 2022 | Mediterraneo U23             | Pescara   | Lancio del martello | Argento   | 71,09 m     |                                          |
| 2023 | Europei a squadre            | Chorzów   | Lancio del martello | 11º       | 68,85 m     |                                          |
| 2025 | Europei a squadre            | Madrid    | Lancio del martello | 6º        | 72,90 m     |                                          |
| 2025 | Giochi mondiali universitari | Reno-Ruhr | Lancio del martello | Bronzo    | 73,78 m     | Miglior prestazione personale stagionale |

## Campionati nazionali
- 1 volta campione nazionale assoluto nel lancio del martello (2025)
- 2 volte campione nazionale assoluto invernale nel lancio del martello (2022, 2023)
- 1 volta campione nazionale universitario del lancio del martello (2022)
- 3 volte campione nazionale promesse nel lancio del martello (2020, 2021, 2022)
- 2 volte campione nazionale promesse invernale nel lancio del martello (2021, 2022)
- 2 volte campione nazionale juniores nel lancio del martello (2018, 2019)
- 2 volta campione nazionale giovanile invernale nel lancio del martello (2018, 2019)
- 2 volte campione nazionale allievi nel lancio del martello (2016, 2017)

2016
- Oro ai campionati italiani allievi (Jesolo), lancio del martello (5 kg) - 67,24 m
- 12º ai campionati italiani allievi indoor (Ancona), getto del peso (5 kg) - 13,93 m

2017
- Oro ai campionati italiani allievi (Rieti), lancio del martello (5 kg) - 74,96 m
- 8º ai campionati italiani allievi (Rieti), getto del peso (5 kg) - 15,30 m
- Argento ai campionati italiani invernali giovanili di lanci (Rieti), lancio del martello (6 kg) - 62,84 m

2018
- 4º ai campionati italiani assoluti (Pescara), lancio del martello - 65,67 m
- Oro ai campionati italiani juniores (Agropoli), lancio del martello (6 kg) - 71,80 m
- Oro ai campionati italiani invernali giovanili di lanci (Rieti), lancio del martello (6 kg) - 68,56 m

2019
- Bronzo ai campionati italiani assoluti (Bressanone), lancio del martello - 72,03 m
- Oro ai campionati italiani juniores (Rieti), lancio del martello (6 kg) - 79,23 m
- Oro ai campionati italiani invernali giovanili di lanci (Lucca), lancio del martello (6 kg) - 75,70 m

2020
- 4º ai campionati italiani assoluti (Padova), lancio del martello - 69,64 m
- Oro ai campionati italiani promesse (Grosseto), lancio del martello - 70,95 m

2021
- Argento ai campionati italiani assoluti (Rovereto), lancio del martello - 74,22 m
- Oro ai campionati italiani promesse (Grosseto), lancio del martello - 73,92 m
- Argento ai campionati italiani invernali assoluti di lanci (Molfetta), lancio del martello - 69,50 m
- Oro ai campionati italiani invernali promesse di lanci (Molfetta), lancio del martello - 69,50 m

2022
- Argento ai campionati italiani assoluti (Rieti), lancio del martello - 70,08 m
- Oro ai campionati italiani promesse (Firenze), lancio del martello - 72,30 m
- Oro ai campionati nazionali universitari (Cassino), lancio del martello - 70,43 m
- Oro ai campionati italiani invernali assoluti di lanci (Mariano Comense), lancio del martello - 74,39 m
- Oro ai campionati italiani invernali promesse di lanci (Mariano Comense), lancio del martello - 74,39 m

2023
- Oro ai campionati italiani invernali assoluti di lanci (Rieti), lancio del martello - 73,03 m
- Argento ai campionati italiani assoluti (Molfetta), lancio del martello - 70,65 m

2024
- Argento ai campionati italiani assoluti (La Spezia), lancio del martello - 69,62 m

2025
- Oro ai campionati italiani assoluti (Caorle), lancio del martello - 74,12 m

## Altre competizioni internazionali
2021
- 5º nella Coppa Europa di lanci ( Spalato), lancio del martello (under 23) - 70,57 m

2022
- Bronzo nella Coppa Europa di lanci ( Leiria), lancio del martello (under 23) - 70,84 m

2023
- 24º in Coppa Europa di lanci ( Leiria), lancio del martello - 67,98 m
- Campionati europei a squadre di atletica leggera ( Chorzów)

2025
- Campionati europei a squadre di atletica leggera ( Madrid)